# Federica Moro
Federica Moro (née le 20 février 1965 à Carate Brianza) est un mannequin et une actrice italienne, couronnée Miss Italie en 1982.

## Filmographie partielle

### Cinéma
- 1983 : Segni particolari: bellissimo
- 1984 : College (en)
- 1985 : Joan Lui - Ma un giorno nel paese arrivo io di lunedì
- 1986 : Yuppies - I giovani di successo
- 1986 : Yuppies 2
- 1987 : Nessuno... Torna Indietro
- 1988 : La partita
- 1992 : Ultimo respiro

### Télévision
- 1990 : Aquile
- 1990 : College (en)
- 1992 : Scoop
- 1999 : Tre addii